# Jaume Xarau
Jaume Xarau i Texidor (Caldes de Montbui, 1843 - Buenos Aires, 31 d'agost del 1918) va ser un organista i compositor català que s'establí a l'Argentina.

## Biografia
Durant cinc anys estudià música a l'abadia de Montserrat. Posteriorment va ser fagot de l'orquestra del gran Teatre del Liceu de Barcelona i va fer d'organista en diverses esglésies de la rodalia barcelonina. Viatjà a París i hi aprengué Harmonia i Composició. L'any 1865 emigrà a l'Argentina, i després d'haver fet diverses feines va ser contractat com a fagot a l'orquestra del Teatro Argentino. Uns anys més tard (1873) va ser requerit per estrenar el nou orgue de la catedral. A instàncies del president Sarmiento, renovador de l'ensenyament argentí, es traslladà a Córdoba per dedicar-s'hi a l'ensenyament i a la direcció de cors escolars i hi romangué uns anys fins al 1883. Tornà a la seva plaça a l'orgue de la catedral bonaerense i hi tocà fins a la mort el 1918. Va ser molt apreciat per les seves qualitats artístiques.
Com a compositor fou autor d'un Te Deum i de peces de saló, a banda d'un gran nombre d'havaneres i tangos que entre el 1870 i el 1880 compongué especialment per a les societats carnavaleres de la capital argentina.
Va morir a Buenos Aires el 31 d'agost de 1918.

## Obres
- El amoroso (1895), vals per a piano
- Elisa, masurca
- Lanceros del Club Social de Córdoba
- Mercedes, polca
- Te Deum (1887)